# 칠곡 금곡사 석조여래좌상
칠곡 금곡사 석조여래좌상(漆谷 金谷寺 石造如來坐像)은 대한민국 경상북도 칠곡군 가산면 금곡사에 있는 불상이다. 2018년 12월 20일 경상북도의 유형문화재 제531호로 지정되었다.

## 지정 사유
이 불상은 칠곡 금곡사 극락전에 봉안되어 있는 불석제(佛石製)의 불좌상이다. 좌우 협시보살 없이 단독으로 불좌상 1구만 봉안되어 있는데 복장발원문이 남아있어 1678년 조각승 상륜(尙倫)이 제작한 아미타불상임을 알 수 있다. 상륜은 조선후기의 유명한 조각승 승호(勝湖)의 제자로서 많은 불사(佛事)를 함께 했다.
상륜이 단독으로 제작한 불상으로서 그의 화풍을 가장 잘 보여주는 예라는 점에서 중요한 자료이며, 조각가, 제작연대, 원 봉안처를 명확히 알 수 있고 작품의 상태 또한 양호하므로 유형문화재로 지정한다.

## 참고 문헌
- 칠곡 금곡사 석조여래좌상 - 국가유산청 국가유산포털